# Orest Lenczyk
Orest Lenczyk (ur. 28 grudnia 1942 w Sanoku, zm. 11 czerwca 2024 w Krakowie) – polski piłkarz, trener i działacz piłkarski.

## Życiorys

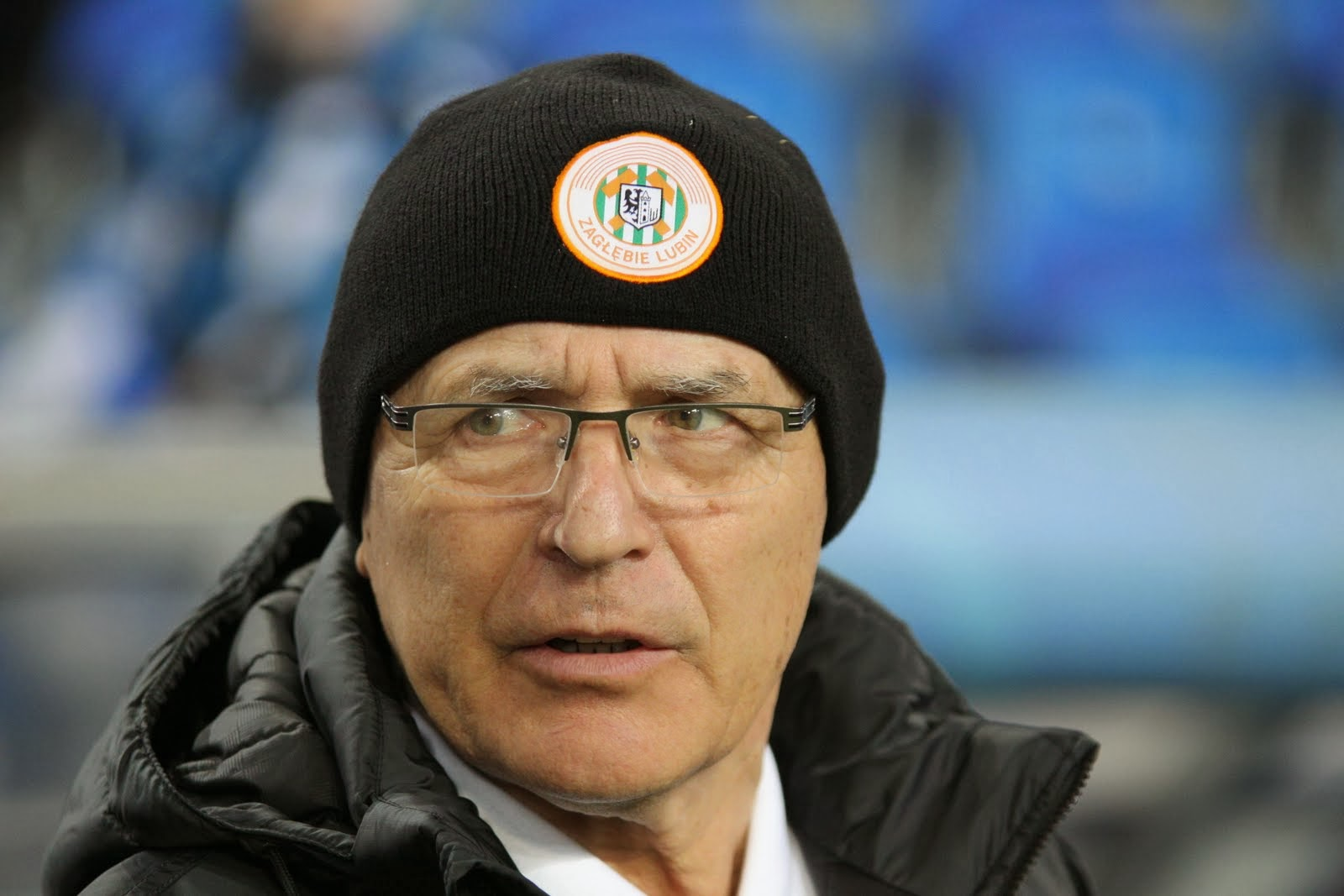
Orest Lenczyk jako szkoleniowiec Zagłębia Lubin podczas meczu 30 listopada 2013

### Młodość i wykształcenie
Pochodził z rodziny nauczycielskiej. Jego rodzice, Nestor (1901–1969) i Zofia (1914–1994) Lenczykowie, pochodzili ze Lwowa, gdzie studiowali matematykę na Uniwersytecie Lwowskim. Po przeprowadzce do Sanoka oboje byli nauczycielami; Nestor uczył matematyki, fizyki i astronomii w tamtejszym Prywatnym Gimnazjum Żeńskim im. Emilii Plater. Ponadto ukończył konserwatorium muzyczne w klasie skrzypiec i grał koncerty w Filharmonii Rzeszowskiej. Siostra oraz brat Oresta kształcili się w zawodach medycznych. W 1961 Orest Lenczyk ukończył Liceum Ogólnokształcące Męskie w Sanoku.
Ukończył przygotowanie pedagogiczne w Studium Nauczycielskim Wychowania Fizycznego w Gdańsku-Oliwie, a w latach 1964–1968 studiował na Wyższej Szkole Wychowania Fizycznego we Wrocławiu, uzyskując tytuł magistra za pracę pt. Wydolność 8–18 letniej młodzieży podczas obozu harcerskiego (promotorem był Bolesław Buła).

### Kariera piłkarska
Karierę sportową rozpoczął w Sanoczance Sanok, pod koniec 1960 przekształconej w Stal Sanok. Był w składzie drużyny, która w 1966 uwieczniła jubileusz 20-lecia istnienia klubu awansem do ówczesnej ligi okręgowej. Grając w Sanoku został powołany do kadry województwa, w tym w rozgrywkach o Puchar Michałowicza. Następnie reprezentował barwy Stomilu Poznań, Ślęzy Wrocław i Moto Jelcza Oława. Grał głównie na pozycji lewego pomocnika. Grając w drużynie Ślęzy równocześnie studiował. Karierę piłkarską zakończył z powodu kontuzji kolana.

### Kariera trenerska
Następnie od początku lat 70. rozpoczął pracę szkoleniową. W pierwszym sezonie pracy 1970/1971 awansował z Karpatami Krosno z klasy okręgowej do klasy międzywojewódzkiej tj. na trzeci poziom rozgrywkowy. Od stycznia do czerwca 1972 był asystentem Nándora Hidegkutiego w Stali Rzeszów. W tym okresie zespół spadł do II ligi, zaś Lenczyk przeszedł do Siarki Tarnobrzeg, z którą w sezonie 1973/1974 zajął pierwsze miejsce w lidze międzywojewódzkiej i awansował do II ligi. Po uzyskaniu tego sukcesu odszedł z Tarnobrzega i od 1 sierpnia 1974 był drugim trenerem I-ligowej Stali Mielec u boku głównego szkoleniowca, Zenona Książka, zdobywając z drużyną w sezonie 1974/1975 srebrny medal mistrzostw Polski. W 1975 z polecenia Jerzego Talagi został zatrudniony jako II trener w Wiśle Kraków. Dwa lata później zastąpił na stanowisku pierwszego trenera Aleksandra Brożyniaka i w sezonie 1977/1978 doprowadził Wisłę do pierwszego od 1950 tytułu mistrza kraju oraz do 1/4 finału Pucharu Mistrzów w sezonie następnym. W międzyczasie prowadził działalność gospodarczą w postaci firmy transportowej, a na początku lat 80. przebywał w Stanach Zjednoczonych (w tym w czasie stanu wojennego), gdzie pracował fizycznie w fabryce. Po powrocie do Polski w 1982 został trenerem Ruchu Chorzów i z drużyną zdobył brązowy medal mistrzostw Polski w sezonie 1982/1983. W kolejnych latach kariery jeszcze trzykrotnie pracował w Wiśle Kraków (w latach 1984–1985, 1994, 2000–2001), zaś w ostatnim przypadku po wygraniu emocjonującego dwumeczu z Realem Saragossa (1:4, 4:1, k. 4:3) awansował z nią do drugiej rundy Pucharu UEFA. Latem 1985 został zaangażowany przez macierzystą Stal Sanok (wówczas w IV lidze międzyokręgowej) na stanowisku trenera-koordynatora, jednak wkrótce przyjął propozycję pracy z drużyną Igloopolu Dębica. Od 1987 do 1988 był trenerem Widzewa Łódź.
Ponadto był trenerem głównie drużyn śląskich, m.in. trzykrotnie Ruchu Chorzów, dwukrotnie Katowic (runda wiosenna sezonu 1989/1990 i sezon 1990/1991, w którym został zwolniony w kwietniu 1991, następnie runda jesienna sezonu 1995/1996 – odszedł po 13 kolejkach) i Śląska Wrocław. W październiku 2005 w wieku 63 lat powrócił po trzyletniej przerwie do pracy trenerskiej, do Bełchatowa. W pierwszym sezonie utrzymał go w ekstraklasie, a w kolejnym z zespołem, w którym grali m.in. Piotr Lech, Radosław Matusiak, Paweł Strąk, Łukasz Garguła i Dawid Nowak, zdobył wicemistrzostwo Polski 2006/2007. Został zwolniony w marcu 2008 po pięciu porażkach ligowych z rzędu.
16 kwietnia 2009 został trenerem pierwszoligowego Zagłębia Lubin, z którym wywalczył awans do Ekstraklasy. 17 czerwca 2009 oficjalnie poinformowano, że jego kontrakt, wygasający 30 czerwca, nie zostanie przedłużony. Jego następcą został Andrzej Lesiak. Od 12 sierpnia 2009 do 24 maja 2010 był trenerem Cracovii.
29 sierpnia 2009 roku po raz 480 poprowadził pierwszoligową drużynę stając się nowym rekordzistą Ekstraklasy (mecz Cracovia-Korona Kielce). 24 kwietnia 2010 poprowadził zespół ekstraklasowy po raz 500. w meczu kierowanej przez niego Cracovii z Polonią Bytom w Bytomiu. 24 maja 2010 szkoleniowiec został zwolniony przez władze Cracovii z funkcji trenera. Po zakończeniu sezonu 2009/2010 Lenczyk miał na swoim koncie 505 meczów, a jego bilans wynosił: 194 zwycięstwa, 155 remisów, 160 porażek, bramki 604-524.
27 września 2010 po raz drugi w karierze został trenerem Śląska Wrocław. Zastąpił na tym stanowisku Ryszarda Tarasiewicza. Z klubem podpisał kontrakt do czerwca 2012. Przejął drużynę po początkowych siedmiu meczach sezonu 2010/2011 (w tym pięciu porażkach) i doprowadził ją do pierwszego od dwudziestu dziewięciu lat wicemistrzostwa kraju (do końca sezonu ponosząc jedynie dwie porażki). Rok później zanotował jeszcze lepszy wynik: zdobył ze Śląskiem drugie w swojej karierze i pierwsze od 35 lat (1977) w historii klubu mistrzostwo Polski. 31 sierpnia 2012, po dwóch kolejkach ligowych sezonu 2012/2013, jego umowa z klubem została rozwiązana za porozumieniem stron.
We wrześniu 2013 potwierdził, że przebywa na emeryturze. 27 września 2013 roku (przed 10. kolejką sezonu) ponownie objął funkcję trenera drużyny Zagłębia Lubin podpisując umowę do końca sezonu 2013/2014. 12 maja 2014, po 33 kolejce sezonu, został zwolniony z funkcji trenera Zagłębia Lubin.
Przed podjęciem pracy w Lubinie (połowa 2013) legitymował się bilansem 557 meczów w roli trenera klubów polskiej ekstraklasy. Jest to wynik rekordowy spośród szkoleniowców prowadzących zespoły w historii najwyższej klasy rozgrywkowej w Polsce.
W czasie kariery trenerskiej od 1982 współpracował z dr. Jerzym Wielkoszyńskim, lekarzem fizjologiem i specjalistą fizjoterapii. Prowadzone drużyny przygotowywał do sezonu w ośrodku w Spale.

### Kariera działacza i praca szkoleniowa
Przez około 15 lat współpracował z Polskim Związkiem Piłki Nożnej; w jego ramach był przez pięć lat członkiem zarządu, ponad 10 lat członkiem Wydziału Szkolenia, w tym wiceprzewodniczącym, członkiem Rady Trenerów, członkiem komisji licencyjnej, wykładowcą i członkiem rady programowej Szkoły Trenerów w Warszawie.

## Życie prywatne
Był żonaty z Alicją, z którą miał troje dzieci: Joannę, Adriana i Aleksandrę. Był grekokatolikiem. Na stałe mieszkał w Krakowie. Jego pasją była muzyka poważna, w tym filharmoniczna.
Zmarł 11 czerwca 2024 w wieku 81 lat. Został pochowany 15 czerwca na cmentarzu Bielany w Krakowie.

## Sukcesy szkoleniowe
| - Karpaty Krosno - awans do klasy międzywojewódzkiej: 1971 - Siarka Tarnobrzeg - awans do II ligi: 1974 - Stal Mielec - srebrny medal mistrzostw Polski: 1975 - Wisła Kraków - złoty medal mistrzostw Polski: 1978, 2001 - 1/4 finału Pucharu Europy Mistrzów Klubowych: 1979 - Śląsk Wrocław - złoty medal mistrzostw Polski: 2012 - srebrny medal mistrzostw Polski: 2011 - brązowy medal mistrzostw Polski: 1980 - Superpuchar Polski: 2012 |  | - GKS Katowice - Superpuchar Polski: 1995 - Ruch Chorzów - brązowy medal mistrzostw Polski: 1983 - finał Pucharu Intertoto: 1998 - GKS Bełchatów - srebrny medal mistrzostw Polski: 2007 - Zagłębie Lubin - awans do ekstraklasy: 2009 - finał Pucharu Polski: 2014 |

## Wyróżnienia
- Trener roku w Plebiscycie tygodnika „Piłka Nożna”: 1990, 2006
- Trener sezonu według Ekstraklasy: 2011